# Patsy Reddy

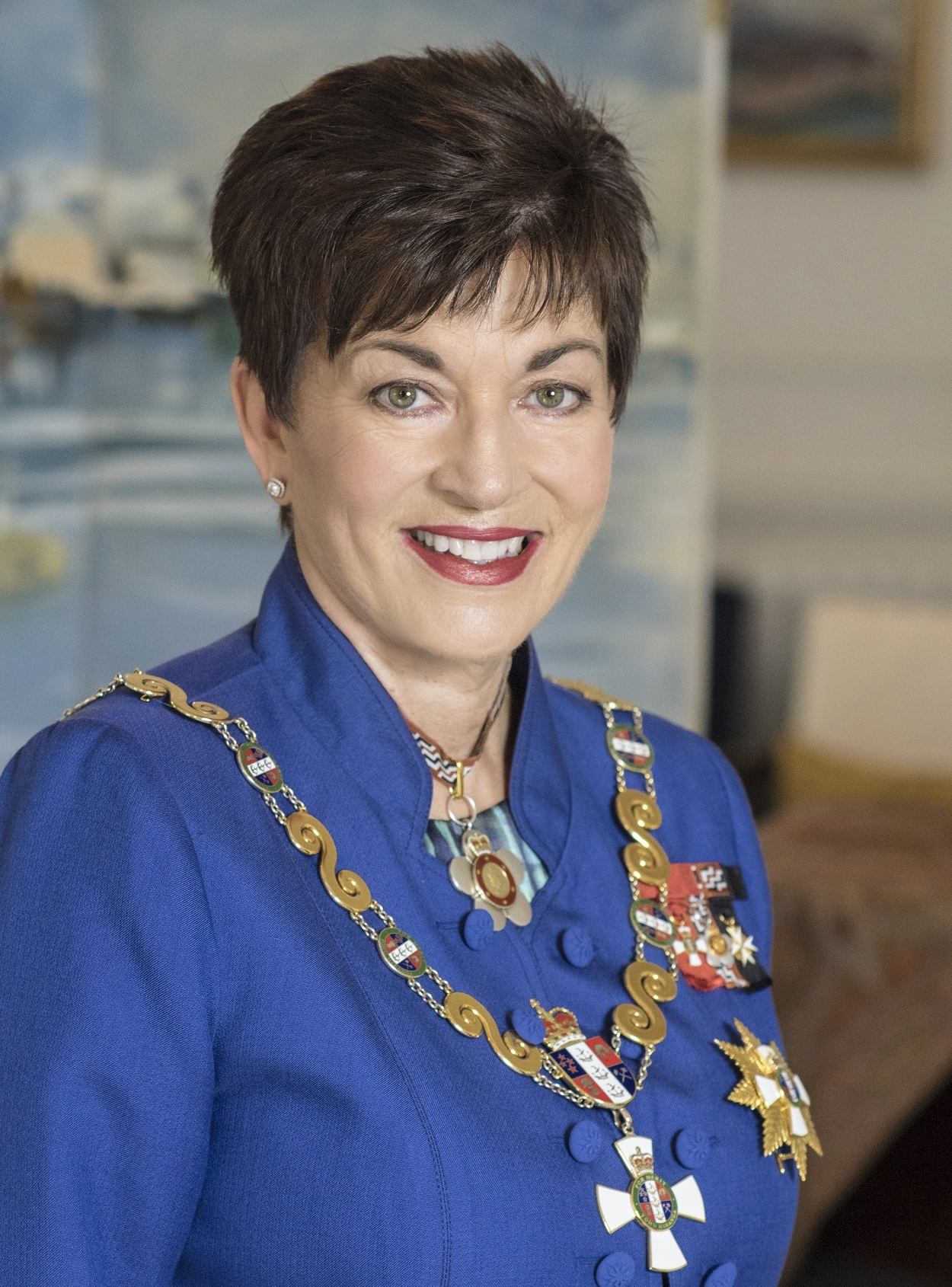
Patsy Reddy

Dame Patricia Lee „Patsy“ Reddy (* 17. Mai 1954 in Matamata, Waikato) ist eine neuseeländische Rechtsanwältin und war von 2016 bis 2021 die 21. Generalgouverneurin von Neuseeland.

## Frühes Leben und Ausbildung
Patsy Reddy wurde 1955 als Tochter des Ehepaars Neil und Kay Reddy in Matamata geboren. Ihre Eltern waren beide Lehrer. Sie wuchs zunächst in Te Akau und später in Minginui in der Region Bay of Plenty auf. Als sie sechs Jahre alt war, zogen ihre Eltern nach Hamilton, wo sie nacheinander die Hillcrest Primary School, die Peachgrove Intermediate und die Hamilton Girls' High School besuchte. Ihr Studium in Rechtswissenschaft schloss sie 1979 an der Victoria University of Wellington mit dem Master of Laws und First Class Honours ab.

## Karriere
Nach ihrem Abschluss arbeitete sie als Dozentin an der Faculty of Law ihrer Universität. 1982 verließ sie dann den universitären Bereich und nahm eine Tätigkeit als Rechtsanwältin in dem australischen Unternehmen Watts and Patterson mit Sitz in Auckland und Wellington auf, später in Minter Ellison Rudd Watts umbenannt. 1983 stieg sie dort als Geschäftspartnerin ein. 1987 ging sie zu Brierley Investments Ltd und übernahm dort die Managerposition für den Bereich „Spezielle Projekte“. 1999 entschied sie sich, mit zwei Kollegen das Unternehmen Active Equities Limited zu gründen, das im Investmentgeschäft tätig wurde.
Reddy war Vorstandsvorsitzende der New Zealand Film Commission, stellvertretende Vorsitzende der New Zealand Transport Agency und Chefverhandlerin für die Treaty-of-Waitangi-Ansiedlungen Tauranga Moana und Te Toko Toru. Bevor sie das Amt des Generalgouverneurs antrat, arbeitete sie zuletzt zusammen mit Michael Cullen an einer Überarbeitung der Gesetzgebung für die New Zealand’s intelligence agencies.
Am 14. September 2016 wurde sie zum 21. Governor-General of New Zealand ernannt und löste damit Jerry Mateparae ab. Wie üblich endete ihr Amt nach etwa fünf Jahren im Oktober 2021. Zu ihrer Nachfolgerin wurde Cindy Kiro ernannt.

## Auszeichnungen und Ehrungen
- 2014 wurde Reddy für ihre Verdienste und Engagements im Bereich der Kunst, ihrer Rolle in der Unterstützung des New Zealand Symphony Orchestra, des New Zealand Film Archive und der Organisation der New Zealand Global Women mit dem Dame Companion of the New Zealand Order of Merit (DNZM) ausgezeichnet.[6]
- Außerdem engagierte sich Reddy in der Hilfsorganisation St John und wurde dort mit dem Status eines Prior ausgezeichnet.[6]